# Mazabanis de Jerusalém
Mazabanis de Jerusalém, também chamado de Mazbenes ou Megabezes, foi um bispo de Élia Capitolina e sucessor de Alexandre, que havia morrido na perseguição de Décio, em 249 ou 251.
Pouco se sabe sobre a vida de Mazabanis. Eusébio de Cesareia indica que sua morte ocorreu durante o reinado do imperador Galiano (r. 253–268). Uma data anterior a 264 é mais provável, pois o sucessor dele, Imeneu, aparece como participante do Concílio de Antioquia (264) em que se discutiu o caso de Paulo de Samósata, ano em que caiu. Geralmente, acredita-se que a morte de Mazabanis tenha ocorrido em 260..